# Éditions Perret-Gentil
Perret-Gentil est une maison d'édition suisse fondée en 1930 à Genève.

## Historique
Paul Fabien Perret-Gentil crée la maison d'édition portant son nom à Genève en 1930. Après son décès, c'est sa seconde femme Marcelle Perret-Gentil de Kenzac qui reprend l'entreprise de 1973 à 1989.
Les éditions Perret-Gentil ont édité plus de 6 000 romans, essais et recueils.

## Paul Fabien Perret-Gentil
Paul Fabien Perret-Gentil est un homme de lettres né à Besançon en 1895.  Il est le fondateur et principal rédacteur du mensuel littéraire Reflets. En tant qu'auteur, il utilise le pseudonyme de Paul Charmont. Il écrit des poèmes, des nouvelles et du théâtre. Il fonde le Théâtre de poche à Genève en 1948, puis le Théâtre du Petit-Chêne à Lausanne en 1953. Il est aussi peintre (signe « Pidji »).
Franc-maçon, Paul Fabien Perret-Gentil était membre du Grand Orient de Suisse (GOS).
Paul Fabien Perret-Gentil est mort à Genève le 8 mai 1973 et il est enterré au cimetière des Rois à Plainpalais, avec sa seconde femme, Marcelle Perret-Gentil de Kenzac.
Il a deux filles, toutes deux comédiennes : Fabienne Faby et Marcelle de Kenzac. Sa seconde femme est comédienne et metteuse en scène. Elle a dirigé le Théâtre du Petit-Chêne. Elle est morte en 2009,.

## Auteurs publiés
- Daniel Baud-Bovy, La Suisse au travail : Monographie des industries nationales, en 1944
- Khariton Chavichvily, six ouvrages de 1963 à 1971
- Jean-Michel Junod
- Claude Fornerod
- Jean Marteau, Entre Ciel et Terre en 1964, lauréat du prix Schiller
- Daniel Odier
- Mikhaïl W. Ramseier
- Peter Randa, sous le pseudonyme d'André Duquesne
- Jean-Daniel Robert, première œuvre en 1975
- Jean-Pierre Vuillomenet, première publication de son récit de voyage à vélo, en 1965
- Yvette Z'Graggen, une œuvre de jeunesse en 1944, sous le pseudonyme de Danièle Marnan